# Gheorghe Singur
Gheorghe Singur (n. 12 octombrie 1930 – d. 20 februarie 2009) a fost un economist moldovean, specialist în economia industriei, care a fost ales ca membru corespondent al Academiei de Științe a Moldovei.